# Lijn 3 (metro van Milaan)
Lijn 3 is een metrolijn in de Italiaanse stad Milaan die Comasina in het noorden verbindt met San Donato in het zuidoosten. 

## Geschiedenis
In het metroplan van 1952 was lijn 3 opgenomen als noord-zuidlijn. Ten noorden van Duomo is de lijn conform het plan aangelegd, ten zuiden van Duomo is de lijn naar San Donato gelegd in plaats van naar San Cristoforo. De bouw van de lijn werd in 1977 goedgekeurd en in 1981 voorgelegd aan het ministerie van verkeer, de bouw begon eind 1981. Als eerste werd het deel onder de binnenstad gebouwd waarbij niet onder gebouwen gewerkt mocht worden. In verband met de smalle straten werd besloten om een smalle tunnel met twee lagen boven elkaar te boren en ook de perrons in de stations liggen boven elkaar. Ter hoogte van de Scala werden versterkte tunnelwanden en een aangepaste bedding aangebracht om schade aan het theater te voorkomen. Voor de stations werd teruggegrepen op de lessen van Sant'Agostino dat eveneens gestapelde perrons kent. Omdat het hierdoor niet mogelijk was om bij Duomo van spoor te wisselen werd gedurende 1990 op beide sporen tussen Centrale FS en Duomo een pendeldienst onderhouden. Dit duurde tot de opening van Porta Romana waardoor het ook aan de zuikant mogelijk was om te keren. De drie stations direct ten noorden van Centrale FS werden afzonderlijk aanbesteed. Het zuidelijke deel van de lijn werd in 1990 opgeleverd samen met het depot van de lijn bij Rogoredo. Het tunnelsegment onder de spoorlijn bij Rogoredo werd naast het spoor gebouwd en vervolgens met een hydrolische pers onder de spoorlijn doorgeduwd. De reizigersdienst van en naar San Donato begon op 12 mei 1991. Bijna twintig jaar later werd ook het noordelijke deel van de lijn in dienst genomen. Het tracé naar San Cristoforo wordt als westelijk deel van lijn 4 alsnog gebouwd.       

### Chronologie
- 3 mei 1990: Centrale FS - Duomo
- 16 december 1990: Duomo - Porta Romana
- 12 mei 1991: Centrale FS - Sondrio en Porta Romana - San Donato
- 16 december 1995: Sondrio - Zara
- 8 december 2003: Zara - Maciachini
- 26 maart 2011: Maciachini - Comasina

## Stations
| Station        | Overstappunt | Foto * | Type                         | Geopend          | Ligging                       | Opmerkingen |
| -------------- | ------------ | ------ | ---------------------------- | ---------------- | ----------------------------- | ----------- |
| Comasina       |              | 300 !  | ondiep gelegen zuilenstation | 26 maart 2011    | 45° 31′ 42″ NB, 9° 09′ 48″ OL |             |
| Affori FN      |              | 310 !  | ondiep gelegen zuilenstation | 26 maart 2011    | 45° 31′ 18″ NB, 9° 10′ 7″ OL  |             |
| Affori Centro  |              | 320 !  | ondiep gelegen zuilenstation | 26 maart 2011    | 45° 30′ 49″ NB, 9° 10′ 26″ OL |             |
| Dergano        |              | 330 !  | ondiep gelegen zuilenstation | 26 maart 2011    | 45° 30′ 20″ NB, 9° 10′ 46″ OL |             |
| Maciachini     |              | 340 !  | ondiep gelegen zuilenstation | 26 maart 2011    | 45° 29′ 52″ NB, 9° 11′ 5″ OL  |             |
| Zara           |              | 1100 ! | ondiep gelegen zuilenstation | 16 december 1995 | 45° 29′ 33″ NB, 9° 11′ 33″ OL |             |
| Sondrio        |              | 1110 ! | ondiep gelegen zuilenstation | 12 mei 1991      | 45° 29′ 21″ NB, 9° 12′ 2″ OL  |             |
| Centrale FS    |              | 1120 ! | ondiep gelegen zuilenstation | 27 april 1970    | 45° 29′ 5″ NB, 9° 12′ 11″ OL  |             |
| Repubblica     |              | 1130 ! | ondiep gelegen zuilenstation | 3 mei 1990       | 45° 28′ 42″ NB, 9° 11′ 49″ OL |             |
| Turati         |              | 1140 ! | dubbelgewelfdstation         | 3 mei 1990       | 45° 28′ 28″ NB, 9° 11′ 41″ OL |             |
| Montenapoleone |              | 1150 ! | dubbelgewelfdstation         | 3 mei 1990       | 45° 28′ 13″ NB, 9° 11′ 32″ OL |             |
| Duomo          |              | 1160 ! | ondiep gelegen zuilenstation | 1 november 1964  | 45° 27′ 53″ NB, 9° 11′ 25″ OL |             |
| Missori        |              | 1210 ! | ondiep gelegen zuilenstation | 3 mei 1990       | 45° 27′ 38″ NB, 9° 11′ 18″ OL |             |
| Crocetta       |              | 1220 ! | ondiep gelegen zuilenstation | 16 december 1990 | 45° 27′ 24″ NB, 9° 11′ 42″ OL |             |
| Porta Romana   |              | 1230 ! | ondiep gelegen zuilenstation | 16 december 1990 | 45° 27′ 5″ NB, 9° 12′ 10″ OL  |             |
| Lodi TIBB      |              | 1240 ! | ondiep gelegen zuilenstation | 12 mei 1991      | 45° 26′ 49″ NB, 9° 12′ 37″ OL |             |
| Brenta         |              | 1250 ! | ondiep gelegen zuilenstation | 12 mei 1991      | 45° 26′ 33″ NB, 9° 13′ 8″ OL  |             |
| Corvetto       |              | 1260 ! | ondiep gelegen zuilenstation | 12 mei 1991      | 45° 26′ 25″ NB, 9° 13′ 25″ OL |             |
| Porto di Mare  |              | 1270 ! | ondiep gelegen zuilenstation | 12 mei 1991      | 45° 26′ 14″ NB, 9° 13′ 50″ OL |             |
| Rogoredo FS    |              | 1280 ! | ondiep gelegen zuilenstation | 12 mei 1991      | 45° 25′ 59″ NB, 9° 14′ 20″ OL |             |
| San Donato     |              | 1290 ! | ondiep gelegen zuilenstation | 12 mei 1991      | 45° 25′ 45″ NB, 9° 15′ 23″ OL |             |

* De sorteerwaarde van de foto is de ligging langs de lijn